# Medaille voor opofferingsgezindheid en liefde voor Oekraïne
De medaille voor opofferingsgezindheid en liefde voor Oekraïne (Oekraïens: Медаль “За жертовність і любов до України”, Medalj "Za zjertovnist i ljoebov do Oekraïny") is een onderscheiding van de Orthodoxe Kerk van Oekraïne (OKOe).
Het is een van de 10 onderscheidingen van de OKOe voor bisschoppen, geestelijken en leken.
De instelling van de onderscheiding door de Oekraïens-Orthodoxe Kerk patriarchaat van Kyiv werd aangekondigd op 2 januari 2015 en de eerste onderscheidingen werden kort daarna uitgereikt. Op 19 mei 2016 was de medaille aan meer dan 14.000 mensen toegekend. 
Op 4 februari 2020, na de kerkfusie in Oekraïne, werd de medaille goedgekeurd als een van de onderscheidingen van de OKOe.
De medaille wordt toegekend voor actief burgerschap, heldendom, zelfopoffering tijdens de Revolutie van de Waardigheid, de verdediging van Oekraïne in Donbas en de Krim, en voor vrijwillige hulp aan de militaire formaties van de Oekraïense strijdkrachten, de Nationale Garde van Oekraïne, vrijwilligersbataljons, enz. Het besluit om de medaille toe te kennen wordt genomen door het hoofd van de OKOe op aanbeveling van de bisschoppen of andere personen dan de aanvrager.
De medaille is geslagen uit messing en bedekt met goud. In het midden staat een bas-reliëf van de Moeder Gods Oranta en rond de rand is een blauw geëmailleerde cirkel met de inscriptie "Orthodoxe Kerk van Oekraïne" (Oekraïens: «Православна Церква України», "Pravoslavna Tservka Oekraïny"). Het lint is blauw met witte, rode en witte strepen in het midden.
Van 2015-2019 was de medaille voorzien van een afbeelding van Jezus Christus, de inscriptie "God en Oekraïne zijn met ons" (Oekraïens: «З нами Бог і Україна», "Z namy Boh i Oekraïna") en een rood, blauw en geel lint.

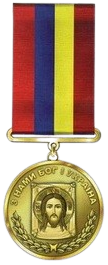
Versiersel 2015-2019

## Nederlandse dragers
De volgende Nederlanders zijn drager van de Medaille voor opofferingsgezindheid en liefde voor Oekraïne:
- Beja Kluiters-Albers, voorzitter van Stichting Spoetnik, toegekend door Patriarch Filaret van de Oekraïens-Orthodoxe Kerk patriarchaat van Kyiv (2016).[4]

Orden van Oekraïne

Held van Oekraïne (Gouden Ster · van de Natie)

Vrijheid ·
Vorst Jaroslav de Wijze ·
Verdienste ·
Bohdan Chmelnytsky ·
Helden van de Hemelse Honderd ·
Dapperheid ·
Vorstin Olha ·
Daniel van Galicië ·
Dapper Werk in de Mijnen

Oekraïense presidentiële en militaire onderscheidingen

Kruis voor Militaire Verdienste ·
Ivan Mazepa-Kruis ·
Geëerd Beoefenaar van de Kunsten ·
25 jaar onafhankelijkheid ·
Gouden Hart

Ereteken ·
Medaille voor steun aan de Oekraïense strijdkrachten

Zie ook orden, onderscheidingen en medailles van:

Oekraïne (draagvolgorde) · 
Oekraïense Volksrepubliek (Orde van het IJzeren Kruis) · 
 OekSSR (Rode Vlag van de Arbeid)